# Talang Tengah Laut
Talang Tengah Laut is een bestuurslaag in het regentschap Ogan Ilir van de provincie Zuid-Sumatra, Indonesië. Talang Tengah Laut telt 623 inwoners (volkstelling 2010).